# Abd-al-Múhsin (nom)
Abd-al-Múhsin és un nom masculí teòfor àrab islàmic (àrab: عبد المحسن, ʿAbd al-Muḥsin) que literalment significa «Servidor del Benefactor», essent (probablement) «el Benefactor» un atribut de Déu. Si bé Abd-al-Múhsin és la transcripció normativa en català del nom en àrab clàssic, també se'l pot trobar transcrit Abdul Mohsen... normalment per influència de la pronunciació dialectal o seguint altres criteris de transliteració. Com a teòfor, també el duen musulmans no arabòfons que l'han adaptat a les característiques fòniques i gràfiques de la seva llengua.